# Wagno de Freitas
Wagno de Freitas, beter bekend onder zijn spelersnaam Vaguinho (Sete Lagoas, 11 februari 1950) is een voormalig Braziliaans profvoetballer.

## Biografie
Vaguinho begon zijn carrière bij Atlético Mineiro en werd er in 1970 staatskampioen mee. Van 1981 tot 1981 speelde hij voor Corinthians. Met deze keer won hij twee keer het staatskampioenschap. In 1977 scoorde hij in de finale tegen Ponte Preta. De club verloor de wedstrijd wel, maar de finale werd over drie wedstrijden gespeeld en de andere wedstrijden won Corinthians wel. In 1985 sloot hij zijn carrière af bij Ponte Preta. 